# Сражение при Оласти
Сражение при Оласти (англ. The Battle of Olustee) или Сражение при Оушен-Понд (Battle of Ocean Pond) произошло 20 февраля 1864 года во Флориде, в округе Бэйкер, во время американской гражданской войны. В этом сражении две бригады Джозефа Финегана сумели разбить федеральный экспедиционный корпус генерала Сеймура (4 бригады). Оласти стало крупнейшим сражением на территории Флориды за все время войны.

## Предыстория
Военная экспедиция Союза, завершившаяся сражением при Оласти, была обусловлена политическими и военными причинами. Политические причины сводились к тому, что приближались выборы президента США, и республиканская партия надеялась своевременно восстановить во Флориде лояльное Союзу гражданское управление, чтобы делегаты от штата могли принять участие в выдвижении кандидатов от республиканцев. Главными сторонниками такого развития событий были секретарь казначейства Сэлмон Чейз и его протеже Лаймэн Стикни, налоговый уполномоченный США во Флориде. Президент Линкольн также хотел, чтобы во Флориде было создано лояльное Союзу правительство, которое вернулось бы в состав США в соответствии с «десятипроцентовым планом реконструкции», объявленным им в декабре 1863 года.
Военные задачи, стоявшие перед экспедицией, в своём письме от 31 января 1864 года сформулировал командующий Южным отделом армии Союза бригадный генерал Куинси Гилмор:

Первое: создать рынок сбыта для хлопка, древесины, лесоматериалов, скипидара и других товаров, производимых в штате. Второе: отрезать врага от одного из источников снабжения. Сейчас он получает говядину в значительной мере из флоридских стад... Третье: получить рекрутов для моих цветных полков...
К началу февраля 1864 года Гилмор, получив из Вашингтона одобрение плана занять сильным отрядом г. Джексонвилл и распространить военные операции на северо-восточную часть Флориды. Для этого из войск, расквартированных на побережье Южной Каролины в рамках осады Чарлстона, было выделено около 6000 человек. Командовать экспедицией был назначен бригадный генерал Труман Сеймур. Для перевозки отряда было выделено 28 кораблей.
7 февраля экспедиционный корпус высадился с моря в Джексонвилле и быстро взял город под контроль. Вечером 8 февраля северяне атаковали и захватили позиции конфедератов к западу от Джексонвилла. На протяжении следующих нескольких дней части южан постепенно продвигались на запад, пока не достигли окраины г. Лэйк-Сити примерно в 100 километрах от Джексонвилл. 14 февраля небольшой отряд южан захватил г. Гейнсвилл к югу от Джексонвилла, после чего присоединился к основным силам. Личный секретарь президента Линкольна Джон Хэй прибыл во Флориду, чтобы принимать клятву на верность Союзу у местных жителей.
Войска Конфедерации во Флориде были немногочисленны и плохо вооружены — большинство частей были выведены из штата и отправлены на более важные театры боевых действий ещё в начале 1862 года. Округом Восточной Флориды командовал уроженец Ирландии бригадный генерал Джозеф Финеган, до отделения штата от Союза занимавшийся политикой и железными дорогами. К моменту высадки северян в его распоряжении было всего 1500 человек, и он потребовал у командующего округом Южной Каролины, Джорджии и Флориды генерала Борегара срочных подкреплений. Однако передвижение войск южан замедлялось тем, что между Флоридой и другими штатами отсутствовало прямое железнодорожное сообщение, и солдатам приходилось добираться из Южной Каролины пешим порядком.
В ожидании подкреплений Финеган сосредоточил имеющиеся части в Лэйк-Сити, прикрываясь арьергардными отрядами, которые несколько раз вступали в перестрелку с наступающими северянами. К 11 февраля Финеган собрал отряд численностью 600 человек и сумел отразить атаку небольшого кавалерийского подразделения северян. В течение недели в город прибыли значительные подкрепления, в том числе бригада бригадного генерала Альфреда Колкуитта, состоящая из закалённых в боях уроженцев Джорджии. К 20 февраля общая численность войск под командованием Финегана превысила 5000 человек.
Между тем, командование северян пребывало в нерешительности, не зная, куда направить следующий удар. 11 февраля Сеймур отправил Гилмору письмо, в котором утверждал, что наступление на Лэйк-Сити в сложившихся условиях недопустимо, и что местное население сочувствует Союзу гораздо меньше, чем полагают политики, назвав желание флоридцев вернуться в состав США «самообманом» политиков. Сеймур рекомендовал вывести все войска Союза из Флориды, оставив гарнизоны лишь в Джексонвилле и Па́латке. Однако Гилмор в ответ приказал «без промедления» сосредоточить экспедиционный корпус в Болдуине.
14 февраля в Джексонвилле Сеймур и Гилмор встретились, чтобы обсудить дальнейшие действия. Гилмор приказал возвести оборонительные сооружения в Джексонвилле, Болдуине и на плантации Барбера, а также не предпринимать никаких наступательных действий без его согласия. На следующий день Гилмор покинул Флориду и вернулся в свой штаб на о-ве Хилтон-Хед в Южной Каролине, назначив Сеймура командующим вновь созданным Флоридским округом.
Спустя несколько дней Сеймур вновь почувствовал уверенность в благополучном исходе операции и 19 февраля приказал своим войскам выдвинуться к реке Савани и уничтожить железнодорожный мост. Гилмора он поставил перед совершившимся фактом. Тот попытался остановить Сеймура, немедленно отправив во Флориду своего начальника штаба генерала Тёрнера, однако сражение при Оласти закончилось прежде, чем посыльный прибыл на место.

## Силы сторон

### Конфедераты

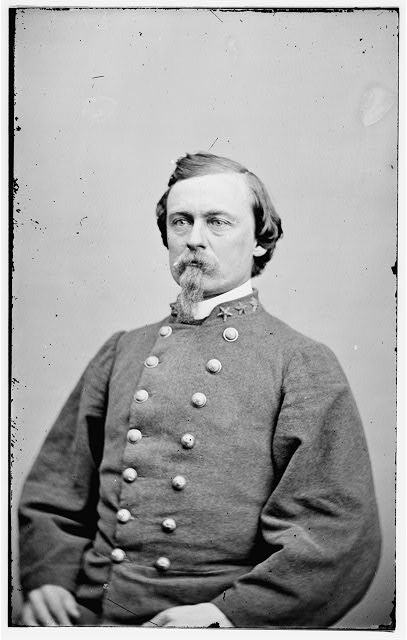
Джозеф Финеган

Отряд Финегана насчитывал примерно 4 600 пехотинцев и около 500 кавалеристов в трёх бригадах.
- Бригада бригадного генерала Альфреда Колкитта
  - 6-й Флоридский пехотный батальон (майор Пикенс Бёрд)
  - 6-й Джорджианский пехотный полк (подполковник Джон Лофтон)
  - 19-й Джорджианский пехотный полк (полковник Джеймс Нил)
  - 23-й Джорджианский пехотный полк (подполковник Джеймс Хаггинс)
  - 27-й Джорджианский пехотный полк (полковник Чарльз Захри)
  - 28-й Джорджианский пехотный полк (капитан Уильям Кроуфорд)
  - Чатэмская артиллерийская рота [Джорджийская батарея Уитона] (капитан Джон Уитон)
  - Артиллерийская батарея Гэмбла (капитан Роберт Гэмбл)
- Бригада полковника Джорджа Гаррисона
  - 1-й Флоридский пехотный батальон (подполковник Чарльз Хопкинс)
  - 32-й Джорджианский пехотный полк (полковник Джордж Гаррисон; заместитель — майор Вашингтон Холланд)
  - 64-й Джорджианский пехотный полк (полковник Джон Эванс; заместитель — капитан Чарльз Дженкинс)
  - 1-й Джорджианский регулярный пехотный полк (капитан Генри Кэннон)
  - 28-й Джорджианский артиллерийский батальон (майор Ога́стес Боно́)
  - Артиллерийская рота Эбелла [Рота B Милтонского лёгкого артиллерийского полка] (капитан Генри Эбелл) — использовалась как пехотное подразделение
  - Батарея Жерара (капитан Джон Жерар)
- Кавалерийская бригада полковника Карауэя Смита
  - 4-й Джорджианский кавалерийский полк (полковник Данкан Клинч)
  - 2-й Флоридский кавалерийский полк (полковник Карауэй Смит; заместитель — подполковник Эбнер Маккормик)
  - 5-й Флоридский кавалерийский батальон (майор Джордж Скотт)

### Союз

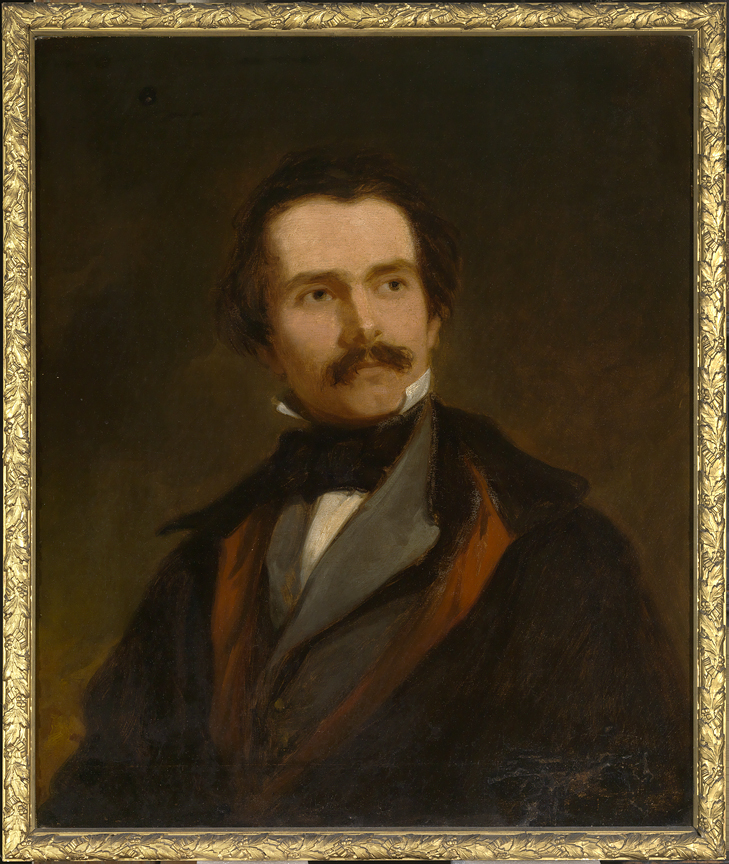
Труман Сеймур

Отряд Сеймура насчитывал примерно 5 500 человек в трёх бригадах и приданных частях и подразделениях.
- Бригада полковника Уильяма Бартона:
  - 47-й Нью-Йоркский пехотный полк (полковник Генри Мур)
  - 48-й Нью-Йоркский пехотный полк (полковник Уильям Бартон; заместитель — майор Уильям Коун)
  - 115-й Нью-Йоркский пехотный полк (полковник Саймон Сэммонс)
- Бригада полковника Джозефа Хоули
  - 7-й Коннектикутский пехотный полк (полковник Джозеф Хоули; заместитель — капитан Бенджамин Скиннер)[2]
  - 7-й Нью-Гемпширский пехотный полк (полковник Джозеф Эбботт)
  - 8-й полк Цветных войск Соединённых Штатов (полковник Чарльз Фрибли)
- Бригада полковника Джеймса Монтгомери
  - 35-й полк Цветных войск Соединённых Штатов [1-й Северокаролинский полк цветных добровольцев] (подполковник Уильям Рид)
  - 54-й Массачусетский пехотный полк (полковник Эдвард Хэллоуэлл)
- Приданные части и подразделения
  - Конная бригада (полковник Гай Генри)
    - 40-й Массачусетский конно-пехотный полк (полковник Гай Генри)
    - Независимый Массачусетский кавалерийский батальон (майор Атертон Стивенс)
    - Батарея B 1-го артиллерийского полка США [конная батарея Элдера] (капитан Сэмюэл Элдер) — 4 орудия

  - Батарея E 3-го артиллерийского полка США (капитан Джон Гамильтон)
  - Батарея M 1-го артиллерийского полка США (капитан Лумис Лэнгдон) — 4 орудия
  - Батареи C и B 3-го Род-Айлендского тяжёлого артиллерийского полка (лейтенант Генри Меткалф)
  - Роты A, D, G и I 1-го Нью-Йоркского инженерного полка (подполковник Джеймс Холл).

## Засада на реке Сент-Мэри

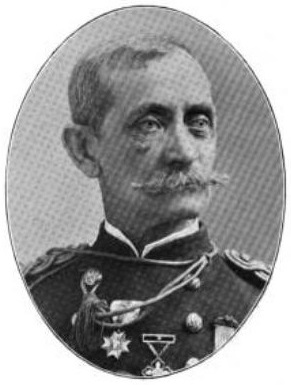
Гай Генри в чине генерал-майора

8 февраля, высадившись в Джексонвилле, экспедиционный корпус северян тремя походными колоннами двинулся на запад параллельно трём железнодорожным веткам. Полковнику Генри во главе колонны, в которую входили кавалерия и конная артиллерия, было приказано захватить лагерь конфедератов Кэмп-Финеган в 13 километрах от города. Колонна двигалась в темноте, по бездорожью, следуя указаниям проводников. Четырежды колонна останавливалась, и вперёд скрытно выдвигался батальон Стивенса, который бесшумно снимал сторожевые посты конфедератов. Всего в плен было взято 10 южан, находившихся на постах, гражданских лиц отпускали по домам.
Гарнизон лагеря Кэмп-Финеган состоял из 200 кавалеристов 2-го Флоридского кавалерийского полка под командованием подполковника Маккормика. Они вытянулись в цепь, чтобы встретить приближавшихся северян. Подполковник Генри со своим отрядом обошёл Кэмп-Финеган и двинулся к следующему лагерю южан. Между тем подошедший 115-й Нью-Йоркский пехотный полк атаковал лагерь, захватив 150 пленных, остальным южанам удалось скрыться.
Около полуночи отряд Генри незаметно приблизился к артиллерийскому лагерю конфедератов возле ж/д станции Тен-Майл-Стейшн. После рекогносцировки Генри развернул 40-й Массачусетский полк фронтом напротив лагеря, разместив непосредственно за ним артиллерийскую батарею Элдера. Батальон майора Стивенса скрытно приблизился к лагерю противника вплотную. По сигналу горна северяне с громким воплем ворвались в лагерь, застав южан врасплох. Большинству конфедератов удалось скрыться в лесу, однако отряд Генри захватил две 3-дюймовые нарезные полевые пушки, принадлежавшие роте B Милтонской лёгкой артиллерии, которой командовал капитан Эбелл, и две гладкоствольные бронзовые 6-дюймовые пушки роты A Милтонской лёгкой артиллерии, которой командовал капитан Джозеф Данхэм. Выяснилось, что артиллеристы ожидали поезда, который должен был доставить их в Лэйк-Сити.
Отряд Генри расположился на отдых в захваченном лагере. В 4 часа утра 9 февраля северяне выдвинулись в сторону г. Болдуин, оставив роту H 40-го Массачусетского полка охранять станцию и пленных до подхода пехотных частей. Проделав марш в 20 километров, к 7 часам утра отряд Генри занял оставленный южанами Болдуин. В городе было захвачено около 100 пленных и 8 артиллерийских орудий.
На следующее утро, 10 февраля, в 9 часов утра полковник Генри вывел свой отряд из Болдуина в направлении плантации Барбера, расположенной на утёсе в 140 метрах к востоку от реки Сент-Мэри. К 11 часам утра отряд достиг плантации, на которой северяне нашли лишь одну женщину с двумя детьми. Женщина заверила военных, что конфедератов в окрестностях плантации нет. Между тем, две роты 2-го Флоридского кавалерийского полка в составе 200 человек под командованием майора Роберта Гаррисона, двигавшиеся из лагеря Кэмп-Купер близ Фернандины на соединение с главными силами южан, заметив приближающегося противника, устроила засаду в зарослях на противоположном берегу реки.
По сигналу горна батальон Стивенса начал верхом в колонне по двое (узкая дорога не позволяла двигаться более широкой колонной) спускаться по пологому склону к мосту через реку Сент-Мэри. Внезапно раздались ружейные выстрелы, убившие или ранившие нескольких солдат в головном дозоре. Капитан Уэбстер, командир головной роты Е, повёл своих подчинённых на берег реки, чтобы установить численность и местонахождение противника, но рота попала под анфиладный огонь и понесла потери. Батальон Стивенса спешился, рассыпался по прибрежному кустарнику и открыл ответный огонь.
Полковник Генри со своего наблюдательного пункта на утёсе оценил силы противника в 200—300 человек. Он приказал роте 40-го Массачусетского полка в пешем строю спуститься на берег, перейти реку по мосту и занять позицию на другом берегу. Атака началась успешно, однако, добежав до моста, северяне обнаружили, что настил разобран. Рота оказалась под огнём противника и отступила. Полковник Генри усилил атакующий отряд ещё одной ротой 40-го полка и приказал пересечь реку вброд. Новая атака была направлена на более слабый левый фланг южан, однако течение в реке оказалось сильным и быстрым, вследствие чего переправа не удалась, и северяне вновь отступили под огнём противника. Тем временем разведчики северян обнаружили брод через реку напротив правого фланга конфедератов.
Развернувшаяся на утёсе батарея Элдера открыла огонь по позициям южан. Взрывы снарядов и сосредоточенный ружейный огонь кавалеристов заметно снизили темп стрельбы южан. Полковник Генри приказал батальону Стивенса верхом форсировать реку у моста, а 40-му Массачусетскому полку — форсировать реку в пешем строю через вновь найденный брод. Южане отступили, оставив на берегу убитых и тяжелораненых.
Полковник Стивенс, оставив на берегу несколько солдат и врача, чтобы похоронить убитых и оказать помощь раненым, построил отряд в походную колонну и двинулся в направлении г. Сандерсон, стремясь до темноты преодолеть расстояние в 12 километров. В Сандерсоне отряд расположился на ночной отдых. До Лэйк-Сити оставалось всего 32 километра.
В стычке на берегу реки Сент-Мэри северяне потеряли троих человек убитыми и десятерых ранеными, а южане — двух человек убитыми, двух ранеными и семьдесят пленными. Кроме того, северяне захватили 60 лошадей и некоторое количество припасов.

## Сражение

Сражение при Оласти. Север справа. Красным цветом изображены силы южан, синим — северян

11 февраля генерал Финеган выдвинул свой отряд к станции Оласти, близ которой железнодорожные пути проходили по узкому дефиле между непроходимыми болотами и заводями с юга и большим водоёмом Оушн-Понд с севера. Южане перекрыли этот перешеек сильными земляными укреплениями и стали ожидать противника.
В 7 часов утра 20 февраля экспедиционный корпус генерала Сеймура выдвинулся с плантации Барбера на запад, в сторону Лэйк-Сити. Северяне двигались тремя колоннами по двум параллельным дорогам, в авангарде шла кавалерийская бригада. К полудню корпус сделал короткий привал в Сандерсоне, при этом какая-то смелая местная жительница сказала солдатам: «Вы вернётесь обратно быстрее, чем идёте туда».
Вскоре после полудня передовой отряд Сеймура (две роты 7-го Коннектикутского полка под командованием капитана Чарльза Миллза и лейтенанта Таунсенда) в нескольких километрах к западу от Сандерсона наткнулся на кавалерийские разъезды южан и вступил с ними в перестрелку. Северяне постепенно оттесняли конфедератов к железнодорожной станции Оласти, расположенной примерно в 16 километрах к востоку от Лэйк-Сити. По мере приближения к станции сопротивление южан усиливалось. Постепенно в перестрелку с обеих сторон включилась артиллерия. Наконец, северяне были вынуждены залечь и отстреливаться от наступающего полка южан. Капитан Скиннер привёл остаток своего полка, усилив линию обороны.
Финеган, узнав о приближении федеральных войск, отправил им навстречу свою кавалерию с задачей вступить с северянами в перестрелку и подвести их под удар главных сил. Однако высланные подразделения втянулись в бой, и Финегану пришлось выслать им на подмогу 64-й Джорджийский и две роты 32-го Джорджийского полка, а затем 6-й, 19-й и 28-й Джорджийский полки при поддержке батареи Гэмбла. Командовать этими частями он поручил генералу Колкуитту.
Согласно приказу Сеймура 7-й Коннектикутский полк попытался продвинуться вперёд, чтобы заставить замолчать батарею южан, но оказался перед боевыми порядками пяти полков противника. Кавалерия южан непрерывно атаковала северян с флангов. Оказавшись в полуокружении, истощив боеприпасы и не имея связи с основными силами, капитан Скиннер приказал своим подчинённым отступать. Манёвр был совершён вовремя, поскольку через 5 минут конфедераты пошли в массированную атаку.

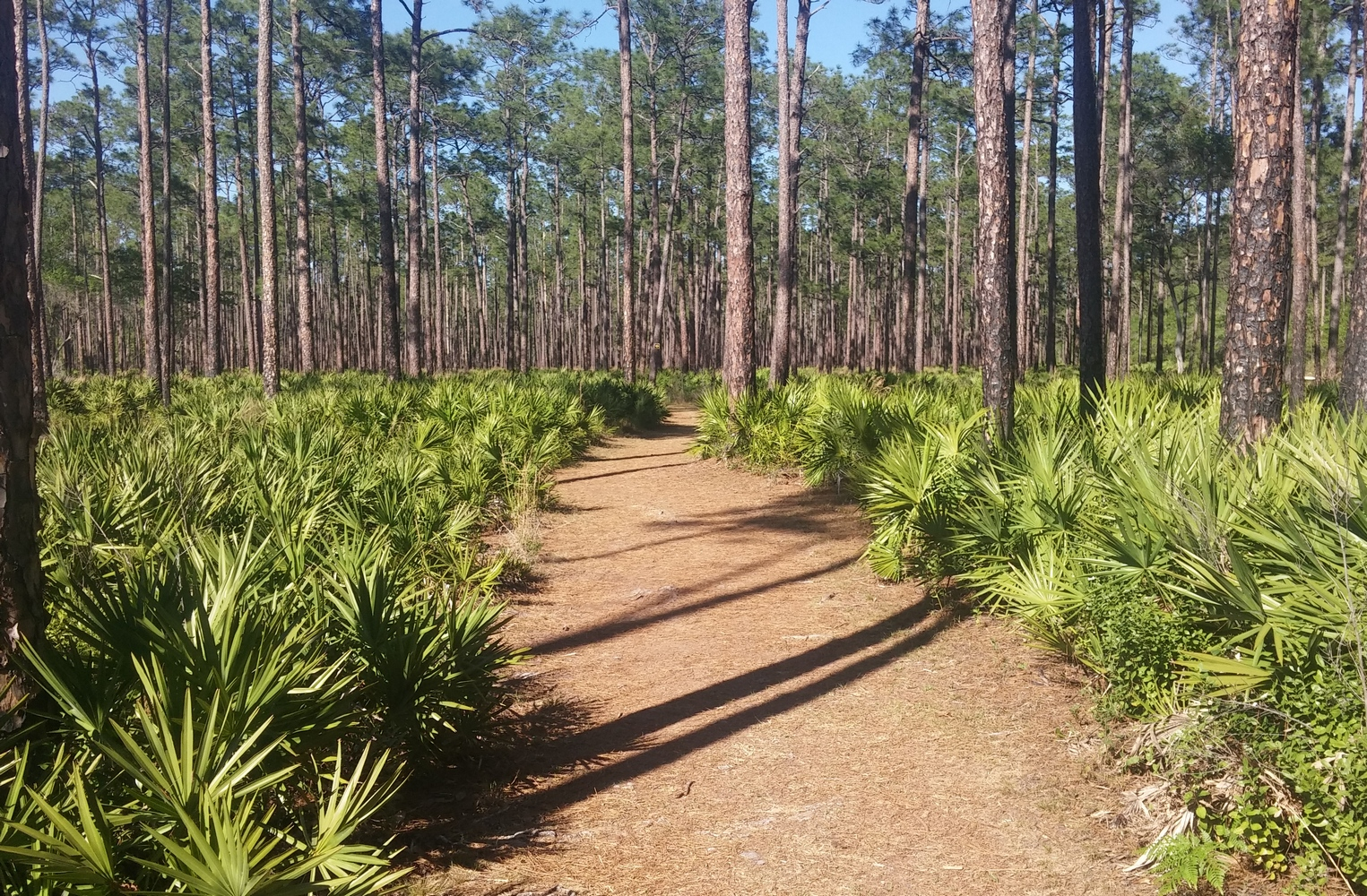
Поле боя при Оласти в наше время (2017)

Тем временем генерал Сеймур, выдвинул вперёд остальные полки бригады Хоули: 7-й Нью-Гемпширский и 8-й цветной, к которым присоединился 7-й Коннектикутский. Но когда полковник Хоули выводил на позицию 7-й Нью-Гемпширский полк, из-за путаницы в командах строй смешался, и вскоре солдаты неорганизованной толпой бросились в тыл. Основной удар южан пришёлся на левофланговый недавно сформированный 8-й цветной полк, который был недавно сформирован, и личный состав которого даже не прошёл до конца обучение. Полковник Чарльз Фрибли пытался под сильным огнём противника построить своих подчинённых, но вскоре был смертельно ранен. Вступивший в командование майор Лорен Бёрритт также был вскоре дважды ранен и унесён в тыл. Продержавшись какое-то время на позиции при поддержке батареи Гамильтона и потеряв 343 человека пропавшими без вести, ранеными и убитыми, полк под командованием капитана Бэйли Романзо отступил, оставив поле боя за конфедератами. При отступлении 8-й полк потерял одно из знамён. 7-й Коннектикутский полк также отступил, время от времени останавливаясь и встречая наступавшего противника ружейным огнём.

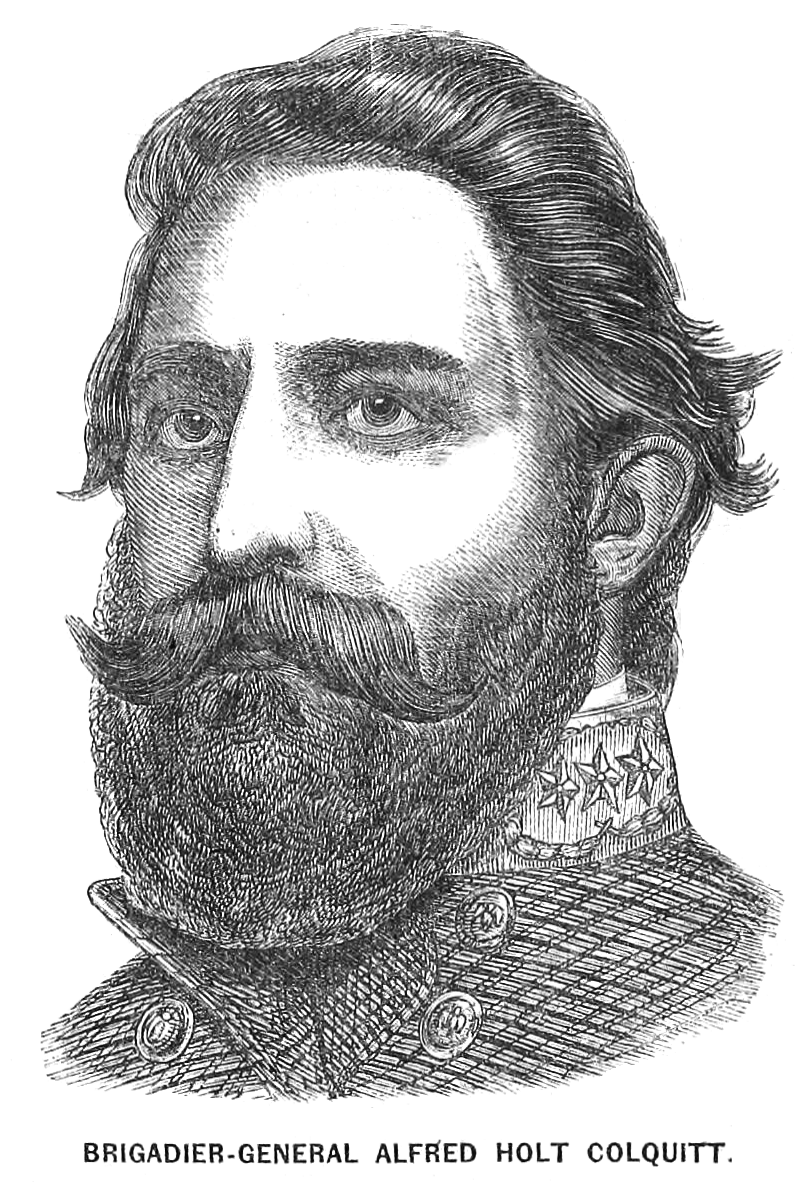
Бригадный генерал Альфред Холт Колкуитт

После разгрома бригады Хоули генерал Колкуитт приказал своим частям наступать. К этому моменту Финеган прислал на подмогу дополнительные силы: 6-й Флоридский батальон, 1-й, 23-й, 27-й Джорджийские полки и остаток 32-го Джорджийского полка, а также Чатэмскую артиллерийскую роту. Наступательные порядки южан протянулись более чем на километр с севера на юг. Левым флангом командовал полковник Гаррисон, а правым — Колкуитт, хотя их бригады при построении несколько перемешались между собой.
Пытаясь остановить противника, генерал Сеймур поспешно бросил в атаку бригаду полковника Уильяма Бартона. Ньюйоркцы остановили южан, и линия боевого соприкосновения на какое-то время стабилизировалась. Позиции северян с обоих флангов упирались в непроходимые болота, а поле боя представляло собой поросшую соснами пустошь, на которой почти негде было укрыться.
Сеймур предположил, что имеет дело с флоридским ополчением и посылал свои силы в бой по частям, что и стало основной его ошибкой. Наступление федерального отряда быстро остановилось, а затем южане начали их теснить и заставили отступить на четверть мили. В этот момент у южан кончились боеприпасы и им пришлось приостановить наступление. Отряд Харрисона попал в сложное положение, ему пришлось простоять почти 20 минут под огнём противника без боеприпасов. Пока в сражении повисла пауза, Колкитт послал Харрисона с двумя его полками (6-й и 32-й) в обход правого фланга противника. Федералы не выдержали атаки с фронта и фланга и начали отступать.
Финеган не стал организовывать преследование и позволил противнику отойти в Джексонвилль. Кавалерию впоследствии осуждали за бездействие на этом этапе.

## Последствия
Федеральный отряд потерял 203 человека убитыми, 1152 ранеными и 506 пленными, всего 1861 человек, 40 % своего состава. Потери южан были ниже: 93 убитыми, 847 ранеными и 6 пленными, всего 946 человек, то есть 20 % своего состава. По соотношению потерь с общей численностью отряда Оласти стала третьим в списке самых кровавых сражений войны. С обеих сторон в бою участвовали ветераны, прошедшие много сражений той войны, но впоследствии они писали, что никогда не встречали такого ожесточённого боя. Позже появились предположения, что высокие потери северян объясняются тем, что южане добивали пленных афроамериканцев. Уже после сражения солдаты 54-го массачусетского полка своими руками тянули обоз с ранеными целых пять миль, пока не нашлись подходящие лошади. Этот случай стал широко известен в Америке.
Потери при Оласти заставили правительство Севера задуматься над целесообразностью дальнейших операций во Флориде.

## В наши дни

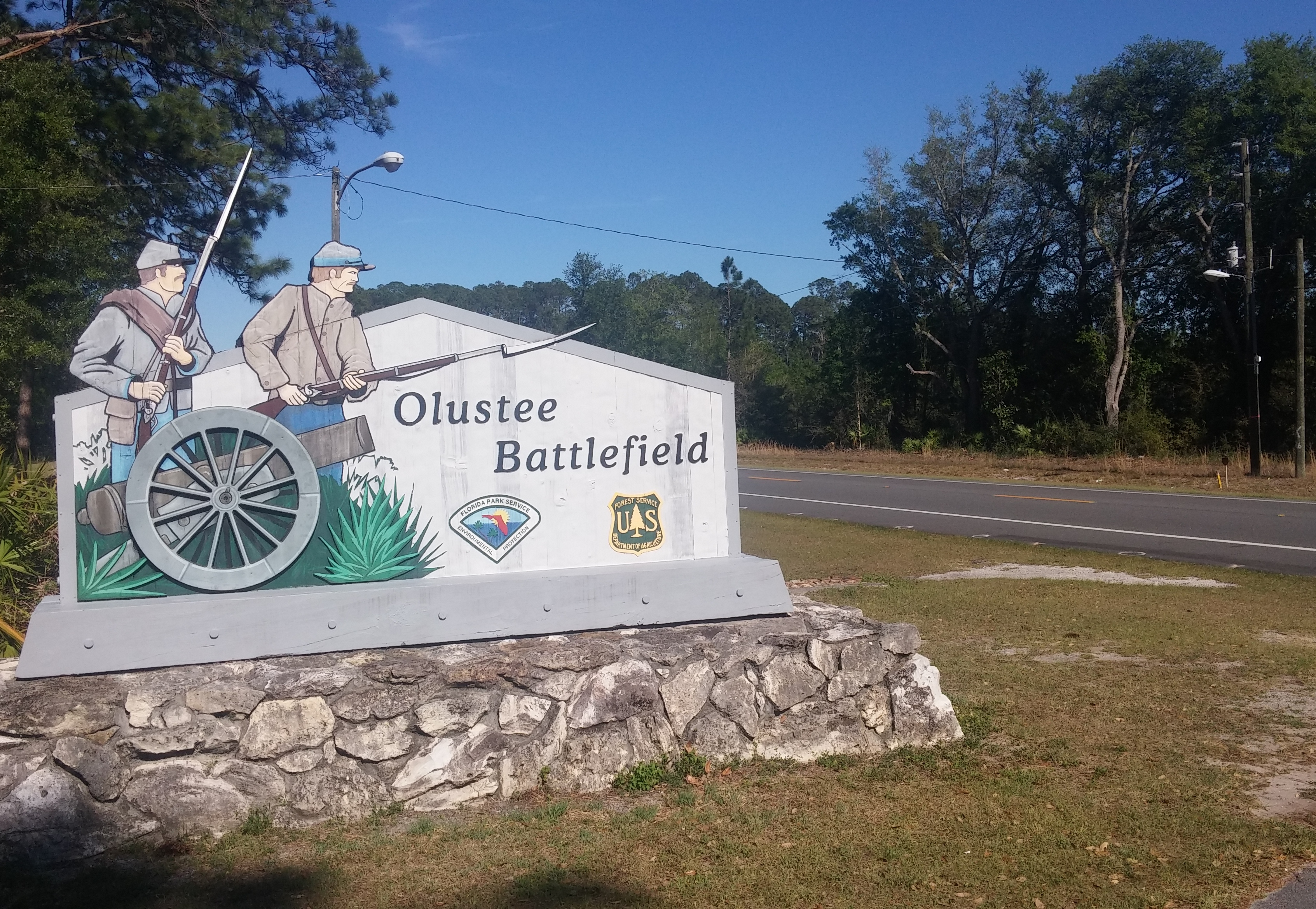
Olustee Battlefield Historic State Park

Сейчас место сражения находится в составе национального парка «Olustee Battlefield Historic State Park», на территории Национального Леса Осцеола. С 1976 года здесь ежегодно 13-14 февраля проводятся фестивали-реконструкции, куда съезжаются тысячи участников.